# Episodi de Il medico di campagna (tredicesima stagione)
La tredicesima stagione della serie televisiva Il medico di campagna è stata trasmessa in anteprima in Germania dalla ZDF tra il 9 gennaio 2004 e il 26 marzo 2004.
| nº | Titolo originale            | Titolo italiano | Prima TV Germania | Prima TV Italia |
| -- | --------------------------- | --------------- | ----------------- | --------------- |
| 1  | Eingriff mit Folgen         |                 | 9 gennaio 2004    |                 |
| 2  | Benni! Wo ist Benni?        |                 | 16 gennaio 2004   |                 |
| 3  | Loslassen                   |                 | 23 gennaio 2004   |                 |
| 4  | Hinter der Fassade          |                 | 30 gennaio 2004   |                 |
| 5  | Schweigepflicht             |                 | 6 febbraio 2004   |                 |
| 6  | Mit den besten Empfehlungen |                 | 13 febbraio 2004  |                 |
| 7  | Ein kleiner Kick            |                 | 20 febbraio 2004  |                 |
| 8  | Spiel mit dem Feuer         |                 | 27 febbraio 2004  |                 |
| 9  | Die Kündigung               |                 | 5 marzo 2004      |                 |
| 10 | Eine schwere Entscheidung   |                 | 12 marzo 2004     |                 |
| 11 | Recht hat, wer Recht hat    |                 | 19 marzo 2004     |                 |
| 12 | Süße Geheimnisse            |                 | 26 marzo 2004     |                 |